# John J. C. Smart
Pour les articles homonymes, voir Smart (homonymie).
John Jamieson Carswell Smart (16 septembre 1920 – 6 octobre 2012), dit Jack Smart, est un philosophe australien d'origine britannique appartenant au courant de pensée analytique. Il est l'un des principaux fondateurs de l’école matérialiste australienne. Ses thèses les plus remarquables concernent la philosophie de l'esprit et la métaphysique du temps.

## Carrière
Jack Smart étudia à l'Université de Glasgow et au Queen's College d'Oxford. Durant la seconde guerre mondiale, il est lieutenant dans le Royal Signal Corp et sert principalement en Inde et en Birmanie. De 1948 à 1950, il est « junior research fellow » au Corpus Christi College d'Oxford. De 1950 à 1972, il est professeur de philosophie en titre à l'Université d'Adélaïde, lecteur à la Trobe University de 1972 à 1976 et professeur de philosophie à la Research School in Social Sciences de l'Université nationale australienne à Canberra.

## Philosophie

### Réalisme scientifique
Smart défend une conception réaliste de la science qui s'oppose au phénoménalisme et qui affirme que tout ce qui existe peut être décrit dans le vocabulaire de la science et expliqué par des lois scientifiques. Quand elles ne relèvent pas elle-même directement de la physique, ces lois sont toutes  réductibles aux lois de la physique.
Dans Philosophy and Scientific Realism (1963), qui constitue le premier manifeste complet de l’École matérialiste australienne, Smart expose une métaphysique matérialiste selon laquelle les êtres humains et le monde entier peuvent être décrits et expliqués en termes scientifiques mécanistes.

### Philosophie de l'esprit

#### Identité esprit-cerveau
Dans un article fondateur de l’École matérialiste australienne, « Sensations and Brain Processes » (1959), Smart cherche à tirer des conclusions de la science de son temps en s'affranchissant de l'histoire de la philosophie, marquée selon lui par le dualisme philosophique. L'objet premier de cet article est de montrer qu'il n'y a pas d'arguments philosophiques crédibles qui justifieraient le dualisme de l'esprit et du corps :
« Que tout soit explicable en termes de physique […], sauf les événements sensoriels, me semble franchement incroyable »
Smart défend alors la thèse d'une identité mentale-cérébrale (identité psychophysique) selon laquelle les expériences conscientes, autrement dit les « sensations », sont des processus cérébraux comme tous les autres processus mentaux. Les sensations, affirme Smart, existent bien en tant que processus cérébraux, mais elles n'ont pas d'existence propre. Les êtres humains ne sont que des arrangements complexes de particules physiques, et les états de conscience n'échappent pas à cet état de faits. Pour déterminer quels processus cérébraux sont des sensations, il suffit de déterminer lesquels jouent un rôle causal dans le comportement.

#### Justification métaphysique
D'une manière générale, l'identité n'est pas affaire de preuve empirique car elle s'établit à partir d'une analyse logique. Dans le cas spécifique de l'identité psychophysique, elle ne peut pas non plus s'établir par l'analyse logique car les propriétés décrites en termes mentaux ne sont pas logiquement équivalentes à celles décrites en termes neurophysiologiques. Chez Smart, et contrairement à son collègue Ullin Place, la théorie de l'identité psychophysique n'est donc pas une théorie scientifique à proprement parler mais une position métaphysique de principe qui ne peut pas être empiriquement prouvée ni réfutée face à une autre position métaphysique (comme le dualisme, l'épiphénoménisme, etc.). Sa fonction heuristique principale est de justifier le travail de réduction opéré par la science. Dans le vaste champ de la psychologie, la réduction consiste à remplacer les propositions subjectives (ex. : « Je vois une tache verte ») par des propositions factuelle (ex. : « Quelque chose se passe dans un certain cerveau »), pour rendre possible l'explication scientifique.
Bien que n'étant pas scientifique en elle-même, la théorie de l'identité esprit-cerveau a toutefois une valeur scientifique dans le sens où elle permet une « économie » de pensée, là où les dualistes sont obligés « d'ajouter toutes sortes de lois psychophysiques bizarres ». Smart invoque notamment le rasoir d'Occam : l'explication physico-chimique est la plus simple. En tant que position de principe, la thèse de l'identité psychophysique est chez Smart une thèse métaphysique a priori, mais les relations d'identité particulières que la science établit relève bien de l'expérience et sont révocables comme n'importe quel autre type d'énoncé scientifique.

### Métaphysique du temps
Smart défend l'idée d'une structure spatio-temporelle quadridimensionnelle du monde dans laquelle il n'y a pas de « flux  ou de « cours » du temps. Le principal argument qu'il avance contre l'idée du passage du temps peut se résumer ainsi : si le temps passe, alors cela a un sens de se demander à quelle allure ou vitesse (« rate ») il passe, mais pour le savoir, il faut se référer à une seconde dimension du temps en fonction de laquelle le passage du temps en question peut être évalué. Le même problème se pose alors pour l'évaluation du passage de ce temps de référence, qui requiert une troisième dimension du temps, et ainsi de suite à l'infini. Cette conception du temps est donc sans fondement.
Dans l'univers quadridimensionnel de Smart, tous les événements coexistent à la manière des points dans l'espace et c'est notre rapport particulier à ces événements qui détermine l'ordre apparent de leur succession. La flèche du temps et son asymétrie sont également des illusions. Selon Smart, l'ordonnancement des événements dans le temps nous paraît asymétrique parce que notre rapport aux événements futurs n'est pas le même que notre rapport aux événements passés. Les événements  futurs sont ceux qui nous concernent lorsque nous décidons ou planifions nos actions (nous sommes « future oriented »). Ils se distinguent en cela subjectivement des événements passés.

### Éthique
Dans Utilirarianism. For and Against (1973) Smart développe une éthique utilitariste : l' « utilitarisme de l'acte ». Pour Smart, le caractère bon ou mauvais d'une action ne dépend que de ses conséquences bonnes ou mauvaises, c'est-à-dire de l'effet de l'acte sur le bien-être de tous les êtres doués de sens. Dans ce même ouvrage, Bernard Williams caractérise le système éthique de Smart comme un « conséquentialisme eudémoniste » et « direct », c'est-à-dire une doctrine qui situe la valeur morale de toute action dans ses conséquences et qui attend des actions qu'elles augmentent ou maximisent le bonheur des individus. Ce conséquentialisme est direct au sens où la valeur conséquente est attachée directement à l'action plutôt qu'à la règle qui dicte l'action. L'utilitarisme de Smart se distingue ainsi de l'utilitarisme de la règle.
Smart ne peut démontrer la vérité de l'utilitarisme, mais il l'énonce sous une forme qui fait appel à la bienveillance.

### Monographies et articles de Smart
- « River of Time » (1949), in Anthony Kenny, Essays in Conceptual Analysis., New York, St. Martin's Press, 1966.
- « Sensations and Brain Processes » (1959), Philosophical Review, vol. 68, no 2. Pdf
- Philosophy and Scientific Realism (1963), Londres, Routledge Kegan Paul.
- « Materialism, materialism » (1963), Journal of philosophy, vol. 60, no 22.
- Utilirarianism. For and Against (1973), Cambridge, Cambridge University Press.
- Essays Metaphysical and Moral. Selected Philosophical Papers (1987), Oxford, New-York, Blackwell.
- « Materialism » (2000), in Encyclopedia Britannica.
- « The Mind/Brain Identity Theory » (2000), in Stanford Encyclopedia of philosophy